# Michael Miskin
Michael Miskin (Paramaribo, 7 februari 1959) is een Surinaamse bestuurder en politicus. Hij was van 2010 tot 2015 minister op twee achtereenvolgende departementen. Daarnaast is hij sinds 2010 directeur van het Pensioenfonds Suriname. Hij is vakbondsleider en hoofdbestuurslid van de vakcentrale Centrale van Landsdienaren Organisaties (CLO) en medeoprichter en secretaris van de politieke Partij Belangenbehartiging en Ontwikkeling (PBO). 

## Biografie
Michael Miskin is een zoon van de danser Percy Muntslag. Hij behaalde zijn middelbareschooldiploma aan het Mr. Dr. J.C. de Miranda Lyceum (1976). Daarna behaalde hij aan het Instituut voor de Opleiding van Leraren in 1979 de MO-A-akte Biologie en in 1983 de MO-B-akte Biologie. Hierna volgde hij nog enkele kaderopleidingen bij het Scholingsinstituut voor de Vakbeweging in Suriname (SIVIS) en van de CLO. Bij deze laatste organisatie groeide hij uit tot hoofdbestuurslid.
Miskin was lid van de Nationale Partij Suriname (NPS) die in 2010 buiten de regering bleef. Miskin werd niettemin op persoonlijke titel benoemd tot minister van Handel en Industrie. Tijdens een herschikking van het kabinet Bouterse-I werd hij in mei 2012 overgeplaatst naar het ministerie van Arbeid. Daarnaast is hij sinds 2010 ook directeur van het Pensioenfonds Suriname en heeft hij zitting in verschillende overheidscommissies en de Staatsraad.
In 2014 was hij medeoprichter van de Partij Belangenbehartiging en Ontwikkeling (PBO), waarvoor hij secretaris werd; medebestuurslid van de CLO, Ronald Hooghart, werd voorzitter. Tijdens de verkiezingen van 2015 werkte de PBO samen met de Nationale Democratische Partij van Desi Bouterse.